# Bayerische Forstverwaltung

Logo der Bayerischen Forstverwaltung

Die Bayerische Forstverwaltung (bis 2005: Bayerische Staatsforstverwaltung) ist eine Sammelbezeichnung für die Behörden, die in Bayern im Bereich der Forstverwaltung tätig sind. Auf der Grundlage des Bayerischen Waldgesetzes (BayWaldG) stellt sie eine ordnungsgemäße und nachhaltige Bewirtschaftung der Wälder sicher und unterstützt die Weiterentwicklung des Sektors Forst und Holz. Im Dialog mit Waldbesitzern, Bürgern und gesellschaftlichen Interessengruppen vermittelt sie im Spannungsfeld der Interessen und erarbeitet sachgerechte Lösungen für die Politik. Die Beschäftigten der Bayerischen Forstverwaltung sind bei Ausübung der Forstaufsicht (Art. 29 BayWaldG) und bei anderen hoheitlichen Aufgaben an der von ihnen getragenen Dienstkleidung erkennbar.

## Geschichte
Die Wurzeln der Bayerischen Forstverwaltung reichen zurück bis in das Jahr 1752, als Kurfürst Max III. Joseph seiner Hofkammer am 31. Januar die Einrichtung einer eigenen Forstbehörde mitteilte, um der fortschreitenden Devastierung der Wälder entgegenzuwirken. Seither besteht in Bayern eine Staatsforstverwaltung, deren Kern trotz mehrerer Reformen stets bestehen blieb.
Die Forstverwaltungsreform Bayern von 2005 stellt einen größeren Einschnitt dar. Die Bewirtschaftung des Staatswaldes von Bayern und der Saalforste im österreichischen Sankt Martin bei Lofer erfolgt seit 1. Juli 2005 durch das Unternehmen Bayerische Staatsforsten (BaySF) mit der Rechtsform einer Anstalt des öffentlichen Rechts, das eigens zu diesem Zweck vom Freistaat Bayern gegründet wurde. Die Bezeichnung Bayerische Staatsforstverwaltung wurde im Zuge der Reform in Bayerische Forstverwaltung abgeändert. Das Personal und die Aufgaben der vormaligen Bayerischen Staatsforstverwaltung wurden entsprechend der neuen Struktur auf BaySF und Bayerische Forstverwaltung aufgeteilt.

## Organisation
Die Bayerische Forstverwaltung hat selbst keine Behördenqualität. Die Bezeichnung dient als Sammelbezeichnung für die Behörden, die im Bereich der Forstverwaltung tätig sind.
- Oberste Forstbehörde ist das Bayerische Staatsministerium für Ernährung, Landwirtschaft, Forsten und Tourismus mit der Abteilung „Wald und Forstwirtschaft – Forstverwaltung“. Diese ist in acht Fachreferate untergliedert. Leiter der Forstverwaltung ist Ministerialdirigent Hubertus Wörner.
- Die 32 Ämter für Ernährung, Landwirtschaft und Forsten (ÄELF) mit ihrem Bereich Forsten sind die unteren Forstbehörden. Der Zuständigkeitsbereich der Ämter umfasst jeweils mehrere Landkreise und kreisfreie Städte. Die Amtsbereiche sind in einzelne Forstreviere untergliedert, die sich in der Regel über mehrere Gemeinden oder gemeindefreie Gebiete erstrecken. Die Forstreviere der Bayerischen Forstverwaltung werden von einem Revierleiter oder einer Revierleiterin (Forstbeamte der 3. Qualifikationsebene, ehemals gehobener-technischer Forstdienst) geleitet. Ihr Tätigkeitsschwerpunkt ist die Beratung und Förderung der privaten und kommunalen Waldbesitzer. Daneben sind sie im Forstschutz und der Forstaufsicht sowie der Waldpädagogik tätig. In Bayern gibt es rund 340 Forstreviere der Forstverwaltung.

Sonderbehörden sind:
- das Bayerische Amt für Waldgenetik (AWG) in Teisendorf[3]
- Die Bayerische Landesanstalt für Wald und Forstwirtschaft (LWF) in Freising,
- die Bayerische Waldbauernschule (WBS) in Goldberg bei Kelheim[4] sowie
- die Forstschule (FS) und Technikerschule für Waldwirtschaft (TSW)[5] in Lohr a.Main.

Die forstlichen Sonderbehörden übernehmen als Stabsstellen Teilaufgaben der Bayerischen Forstverwaltung, zum Beispiel im Bereich der angewandten, praxisorientierten Forschung oder der Fortbildung.
Die Bayerische Forstverwaltung beschäftigt landesweit rund 1600 Mitarbeiter.

## Tätigkeiten
- Forstliche Information
- Hoheitliche Aufgaben nach Art. 29 Waldgesetz für Bayern
- Träger öffentlicher Belange
- Beratung und finanzielle Förderung im Privat- und Körperschaftswald
- Dienstleistungen im Körperschaftswald
- Management der besonderen Gemeinwohlleistungen der Bayerischen Staatsforsten
- Rechtsaufsicht über die Bayerischen Staatsforsten
- Waldpädagogik
- Forstliche Fachplanung
- Natura 2000 im Wald
- Stärkung der forstwirtschaftlichen Zusammenschlüsse
- Forstliches Gutachten zur Situation der Waldverjüngung
- Phytosanitäre Importkontrollen, Exportkontrollen und Überwachung registrierter Betriebe (Verpackungsholz)[6]
- Holzverwendung und Cluster Holz
- Berufliche Bildung
- Forschung
- Schutzwaldmanagement